# (100587) 1997 MH
(100587) 1997 MH es un asteroide perteneciente al cinturón de asteroides, descubierto el 26 de junio de 1997 por el equipo del Spacewatch desde el Observatorio Nacional de Kitt Peak, Arizona, Estados Unidos.

## Designación y nombre
Designado provisionalmente como 1997 MH.

## Características orbitales
1997 MH está situado a una distancia media del Sol de 2,390 ua, pudiendo alejarse hasta 2,709 ua y acercarse hasta 2,071 ua. Su excentricidad es 0,133 y la inclinación orbital 5,629 grados. Emplea 1349,76 días en completar una órbita alrededor del Sol.

## Características físicas
La magnitud absoluta de 1997 MH es 16.